# Fritz Todt
Fritz Todt (4. září 1891 Pforzheim – 8. února 1942 Wolfsschanze) byl nacistický ministr zbrojního průmyslu a rovněž důstojník Luftwaffe s hodností generálmajora.

## Mládí a první světová válka
Fritz Todt se narodil 4. září 1891 jako syn hodináře Emila Todta (1861–1909) a jeho ženy Elise (1869–1935) v bádenském městě Pforzheim. Maturoval na místním gymnáziu v roce 1910 a nastoupil roční základní vojenskou službu u bádenského 14. pluku polního dělostřelectva (Feldartillerie-Regiment Großherzog (1. Badisches) Nr. 14) v Karlsruhe. Po dokončení služby v roce 1911 byl přeřazen do zálohy a začal studovat stavebnictví na Technické univerzitě v Mnichově.
Vypuknutí světové války však jeho studium přerušilo a on sám byl v srpnu 1914 povolán ze zálohy již jako Wachtmeister der Reserve (ekvivalent pro četaře dělostřelectva v záloze). Zařazen byl ke svému domovskému 14. pluku polního dělostřelectva v Karlsruhe. Rovněž byl zařazen do měsíčního výcvikového kurzu pro důstojníky v záloze, který úspěšně dokončil jako Leutnant der Reserve (poručík v záloze) v říjnu téhož roku.
S povýšením následovalo převelení k bádenskému 110. granátnickému pluku (2. Badisches Grenadier-Regiment „Kaiser Wilhelm I.“ Nr. 110) spadajícímu do sestavy 28. divize pod velením generálporučíka Kurta von Kehlera. Zanedlouho byl jmenován velitelem roty a poté se účastnil bojů ve Flandrech, kolem města Champagne a dalších bitev na Západní frontě.
V lednu roku 1916 byl poručík Todt přeřazen k vzdušným silám (Luftstreitkräfte), u nichž podstoupil pilotní výcvik, a po něm sloužil jako letecký pozorovatel u 70. polního leteckého oddílu (Feldflieger-Abteilung 70). Ten byl posléze přejmenován na 39. letecký oddíl (Flieger-Abteilung 39). V rámci této jednotky sloužil Todt do června roku 1917, kdy byl jmenován velitelem frontového fotografického oddílu v rámci Armádního uskupení C.
Zde zůstal až do konce války, přičemž v srpnu roku 1918 byl raněn při vzdušném souboji. Armádu opustil krátce po skončení války v prosinci roku 1918. Během své válečné služby byl několikrát vysoce vyznamenán, získal např. obě třídy pruského Železného kříže, Rytířský kříž pruského Hohenzollernského řádu s meči, Rytířský kříž II. třídy bádenského Řádu zähringenského lva s meči, bavorský Vojenský řád za zásluhy IV. třídy s meči, Odznak za zranění v černém či pruský Odznak leteckého pozorovatele.

## Meziválečné období a druhá světová válka
Po skončení války pracoval jako silniční inženýr, přičemž v letech 1929 a 1930 pracoval i na výstavbě silnic v tehdejším Československu.
V roce 1922 vstoupil do NSDAP. Roku 1931 získal doktorát a stal se generálním inspektorem výstavby silnic. Z této funkce organizoval výstavbu německých dálnic. V roce 1938 byl pověřen i výstavbou opevnění na západních hranicích Německa. K tomuto účelu zřídil stavební organizaci, kterou osobně vedl a která později nesla jeho jméno (Organizace Todt). Dosáhl toho spojením některých státních firem a soukromých společností s Říšskou pracovní službou. Do konce druhé světové války se tato organizace podílela na budování mnoha strategických staveb. S vypuknutím války mu byla k 1. září 1939 udělena hodnost generálmajora Luftwaffe. Roku 1940 se stal ministrem zbrojního průmyslu a roku 1941 generálním inspektorem vodního a energetického hospodářství.
Zahynul při havárii svého osobního letadla Heinkel He 111 při startu z letiště u Hitlerova hlavního stanu Wolfsschanze ve Východním Prusku. Vzhledem k předchozímu vzrušenému rozhovoru s Hitlerem, bezchybnému odzkoušení stroje těsně před letem a faktu, že jeho nástupce ve funkci Albert Speer navzdory předchozí domluvě krátce před startem odmítl letět, existují nepodložené názory, že nešlo o nešťastnou náhodu. Podle některých zdrojů byl navíc před pádem letadla pozorován výbuch v přední části stroje, podle jiných však nikoliv.

## Řády a vyznamenání
Během své vojenské a politické kariéry získal generálmajor Fritz Todt následující vyznamenání:
- Německý řád NSDAP (posmrtně 12. února, 1942)
- Rytířský kříž Pruského Hohenzollernského domácího řádu s meči (první světová válka)
- Pruský Železný kříž I. třídy (první světová válka)
- Pruský Železný kříž II. třídy (první světová válka)
- Rytířský kříž II. třídy Bádenského řádu zähringenského lva s meči (první světová válka)
- Bavorský vojenský řád za zásluhy IV. třídy s meči (první světová válka)
- Odznak za zranění v černém (první světová válka)
- Královský Pruský odznak leteckého pozorovatele (první světová válka)
- Kříž cti
- Sudetská pamětní medaile
- Medaile za Anschluss
- Medaile Západního valu
- Zlatý Stranický odznak NSDAP
- Služební vyznamenání NSDAP ve stříbře
- Prsten Wernera von Siemense (asi 1937)
- Německé národní ocenění za vědu a umění (30. ledna 1939)
- Velkokříž řádu italské koruny (asi 1939)